# Casal (Moyen Âge)
Pour les articles homonymes, voir Casal, Casale et Casalis.
Un casal, ou casale, ou encore chesal, est un mot en ancien français, dérivé du mot latin casalis (au pluriel casalia), qui désigne au Moyen Âge un groupe de maisons dans un milieu rural.
Ce mot ne provient pas du latin classique, mais dérive du mot latin casa, qui signifie « maison ». Originaire d'Europe occidentale, il était également employé dans les États croisés. Le mot casal est apparu au VIIIe siècle pour désigner un domaine rural isolé.

## États latins d'Orient
Dans les États latins d'Orient (1098-1291), le casal était l'unité de base de l'habitat rural. On en comptait environ 600 dans le royaume de Jérusalem, presque tous portant des noms d'origine locale. Ils correspondaient très probablement à des divisions antérieures. Dans le royaume de Jérusalem, le « curtile », une ferme isolée, était rare. Les casals pouvaient être habités par des Européens, des chrétiens locaux ou des musulmans, et au moins un est attesté comme étant habité par des Samaritains. Les plus petits ne comptaient que quelques maisons, tandis que les plus grands étaient pratiquement des villes, bien qu'ils soient dépourvus d'institutions municipales. Chacun possédait un manoir et une église, tandis que la plupart possédaient des moulins, des fours, des citernes, des pigeonniers, des aires de battage, des fermes et des pâturages. Certains étaient associés à des vignobles, des sources, des Bédouins et même des tours défensives. Les habitants étaient appelés vilains et possédaient chacun une maison et une ou deux charuées, l'unité de base de la terre arable.
En Orient, les vilains étaient généralement libres (c'est-à-dire non serviles). En pratique, les vilains autochtones étaient attachés à la terre et ne pouvaient la quitter, et tous étaient tenus d'utiliser les installations banales, qui appartenaient au seigneur. Chaque casal avait un chef, appelé « raʾīs » en arabe (« raicius » en latin), élu par les familles, même s'il pouvait y avoir parfois plusieurs raʾīs. Il servait d'intermédiaire, représentant les vilains auprès de leur propriétaire, généralement absent, ainsi que le seigneur auprès des autres vilains. Toute l'administration était entre les mains du raʾīs, qui supervisait l'agriculture, collectait les impôts, rendait la justice et arbitrait les conflits. Il était peut-être assisté d'un drogman (fonction souvent héréditaire) et parfois d'un scribe.

## Italie
Le casal était l'unité villageoise de base en Toscane dès le Xe siècle. Il s'agissait d'unités très distinctes et stables. Au XIe siècle, les églises, tant publiques que privées, proliférèrent et, au XIIe siècle, chaque casal semble en avoir possédé une, ce qui favorisa probablement la cohésion sociale et identitaire.
Au XIe siècle, la conquête normande de l'Italie du Sud bouleversa les schémas de peuplement. À la même époque, les casalia commencèrent à apparaître dans le sud de l'Italie péninsulaire. Il s'agissait de sites interstitiels, situés entre villages fortifiés et villes fortifiées, non défendus ou protégés au plus par un fossé. Le terme casal était également utilisé dans les documents latins pour désigner les petites implantations rurales de la Sicile islamique, appelées « manzil » ou « raḥl » en arabe.
Dans certains cas, la création de casals était entreprise par des nobles cherchant à s'approprier de nouvelles terres en réinstallant des zones vacantes. Les casals prospères pouvaient se transformer en châteaux, voire en villes fortifiées dotées de leurs propres faubourgs. Les villes établies, cependant, affirmaient avec succès leur juridiction sur les casals environnants. Les casals ne cessèrent d'exister qu'aux XVIIIe et XIXe siècles, lorsque leurs habitants demandèrent et obtinrent leur propre administration.